# ألفرد برايس
ألفرد برايس (5 يناير 1862 - 21 مارس 1942) (بالإنجليزية: Alfred Price)‏ هو لاعب كريكت بريطاني.

## وصلات خارجية
- ألفرد برايس على موقع إي آس بي آن كريك إنفو (الإنجليزية)